# Karisma
Karisma är ett försvenskat grekisktursprungliga betydelse är en tydlig manifestation av nåd (charis), ett konkret resultat av nåden. Denna ursprungligen kristna term har dock anammats inom andra områden och numera används ordet oftast i betydelsen "personlig utstrålning" (charm). En person som är karismatisk har lätt att få med sig människor, han eller hon får god kontakt med sina åhörare och är övertygande. Karisma som ett sätt att utöva makt har studerats utförligt av den tyske sociologen Max Weber.

## Karisma inom kristendomen
I Nya Testamentet används ordet karisma för att beteckna flera av de saker Gud sägs ge av nåd, såsom rättfärdighet och evigt liv. I nutida kristendom används ordet mest om de andliga gåvor, också kallade nådegåvor, som nämns av aposteln Paulus i Rom 12 och 1 Kor 12. Dessa beskrivs som en utrustning från Guds Ande att utföra en tjänst för Gud på sätt som inte vore möjligt i ren mänsklig kraft. Pentekostal och annan karismatisk kristendom definieras till stor del genom sin syn på att dessa gåvor anses vara mycket viktiga och eftersträvansvärda.